# Stertinius pilipes
Stertinius pilipes är en spindelart som beskrevs av Simon 1902. Stertinius pilipes ingår i släktet Stertinius och familjen hoppspindlar. Inga underarter finns listade i Catalogue of Life.